# Supernatural (7.ª temporada)
A sétima temporada de Supernatural, uma série de televisão americana de fantasia e terror criada por Eric Kripke, foi encomendada pela The CW em 26 de abril de 2011, estreou no dia 23 de setembro de 2011 e terminou em 18 de maio de 2012, sendo a primeira temporada da série com o total de 23 episódios. A temporada foi produzida pela Warner Bros. Television e Wonderland Sound and Vision, com Sera Gamble como showrunner, sendo esta a segunda e última temporada no comando dela. A temporada foi ao ar na temporada de transmissão de 2011-12 às noites de sexta-feira às 21h00, horário do leste dos EUA.
A sétima temporada estrela Jared Padalecki como Sam Winchester, Jensen Ackles como Dean Winchester.
A temporada terminou com uma audiência média de 2.03 milhões de espectadores e ficou classificada em 144.º lugar na audiência total e classificada em 141.º no grupo demográfico de 18 a 49 anos. Nessa temporada a série ganhou dois People's Choice Awards, incluindo melhor série dramática em um canal aberto.

## Enredo
Depois de absorver almas do Purgatório e se declarar Deus, Castiel começa a punir todos os malfeitores do mundo. Ele descobre que absorveu os Leviatãs, que estão tentando se libertar de seu corpo. Sam e Dean conseguem devolver a maioria das almas ao Purgatório, mas não conseguem devolver os Leviatãs, que aparentemente matam Castiel antes de desaparecer e habitar os corpos de muitas pessoas diferentes ao redor do mundo. Sam e Dean descobrem que sua fraqueza é o borato de sódio (também conhecido como bórax), embora tenha uma eficácia mínima no líder Leviatã Dick Roman. Depois que Roman mata Bobby, Dean fica obcecado em derrubar os Leviatãs e fica sabendo de uma instalação que eles estão construindo, apenas para descobrir que é uma instalação para curar o câncer. O espírito de Bobby mais tarde confirma que enquanto eles estão curando doenças, eles estão fazendo isso como parte de seu plano para transformar a humanidade em uma fonte de alimento perfeita. Com a ajuda de Castiel e Kevin, os irmãos descobrem que a única maneira de matar os Leviatãs é com o "osso de um mortal justo lavado nos três sangues dos caídos" e partem para encontrar os três sangues. Kevin pode ler a palavra de Deus e ajuda Sam e Dean a decifrá-la para impedir os Leviatãs. Eventualmente, Dean e Castiel matam Dick, mas são arrastados para o Purgatório como resultado, enquanto Sam é deixado sozinho para lidar com Crowley, que planeja subir ao poder agora que os Leviatãs estão desorganizados.

## Elenco e personagens
| - Jared Padalecki como Sam Winchester - Jensen Ackles como Dean Winchester | - Misha Collins como Castiel/Emanuel - James Marsters como Don Stark - Charisma Carpenter como Maggie Stark - DJ Qualls como Garth Fitzgerald IV |

### Participações
- Jim Beaver como Bobby Singer
- James Patrick Stuart como Dick Roman
- Benito Martinez como Edgar
- Mark A. Sheppard como Crowley
- Kevin R. McNally como Frank Devereaux
- Mark Pellegrino como Lúcifer
- Cameron Bancroft como Dr. Gaines
- Osric Chau como Kevin Tran
- Olivia Cheng como Susan
- Rachel Miner como Meg Masters
- Kim Rhodes como Jody Mills
- Sean Owen Roberts como Chet
- Larissa Gomes como Louise
- Khaira Ledeyo como Linda Tran
- Felicia Day como Charlie Bradbury
- Carrie Fleming como Karen Singer
- Madison McLaughlin como Krissy Chambers
- Emily Perkins como Becky Rosen
- Emma Grabinsky e Jewel Staite como Amy Pond
- Julian Richings como Morte
- Alona Tal como Jo Harvelle
- Steven Williams como Rufus Turner
- Rick Worthy como Vampiro Alfa

## Episódios
| N.º geral | N.º na temp. | Título                                          | Dirigido por     | Escrito por                        | Exibição original       | Cód. de produção | Audiência (milhões) |
| --- | ------------ | ----------------------------------------------- | ---------------- | ---------------------------------- | ----------------------- | ---------------- | ------------------- |
| 127 | 1            | "Meet the New Boss"                             | Phil Sgriccia    | Sera Gamble                        | 23 de setembro de 2011  | 3X7052           | 2.01                |
| Tendo ganhado um incrível aumento de poder ao absorver as almas do Purgatório (a vida após a morte de monstros) no final da temporada anterior, Castiel se nomeia o novo Deus e resolve corrigir algumas das injustiças do mundo, mas é cada vez mais perturbado pelas entidades do Purgatório que lhe são difíceis de controlar. Sam, Dean e Bobby Singer conseguem a ajuda do demônio Crowley para obter um feitiço para invocar a Morte e prendê-lo para que eles possam usá-lo para parar Castiel. No entanto, Castiel intervém e quebra o feitiço vinculativo. Morte decide não punir Sam, Dean, e Bobby por vinculá-lo e revela ao grupo que as entidades com as quais Castiel está lutando são os Leviatãs, as primeiras criações de Deus. Eles tinham sido presos no Purgatório para impedi-los de comer o resto das criações de Deus. Depois que Castiel descobre que ele perdeu o controle de si mesmo e massacrou um grupo de pessoas sob o controle dos Leviatãs, ele vai para Sam, Dean e Bobby para pedir ajuda, e eles o ajudam a enviar todas as almas que ele tinha consumido de volta ao Purgatório. No entanto, os Leviatãs permanecem no corpo de Castiel e assumem o controle completo, revelando que eles o mataram de dentro. Enquanto isso, Sam luta durante todo o episódio com a queda psicológica da "parede" em sua mente que o estava protegendo de suas lembranças de tortura nas mãos de Lúcifer e Miguel no Inferno, tendo sido derrubada por Castiel. Sam começa a alucinar e vê Lucifer, que lhe diz que ele ainda está no Inferno, e que tudo o mais é uma alucinação. |              |                                                 |                  |                                    |                         |                  |                     |
| 128 | 2            | "Hello, Cruel World"                            | Guy Bee          | Ben Edlund                         | 30 de setembro de 2011  | 3X7053           | 1.80                |
| Os Leviatãs percebem que não podem permanecer no corpo rapidamente desestabilizado de Castiel e assim caminham seu corpo no abastecimento de água local e dispersa lá, possuindo civis que ingerem ou de outra forma entram em contato com a água. Buscando um abastecimento de alimentos estável dos seres humanos, eles se infiltram em vários estabelecimentos humanos. Quando Bobby responde a uma chamada de socorro da xerife Jody Mills, ele descobre que um desses lugares é Hospital Geral de Sioux Falls, Dakota do Sul. Enquanto isso, Sam continua a ver Lúcifer e pergunta se o mundo que ele vê é real ou se—como afirma Lúcifer—ainda está no Inferno. Lúcifer incita Sam a se matar para acabar com a ilusão, mas Dean ajuda Sam a superar suas alucinações ao distinguir entre a dor da vida real e as torturas do Inferno. Quando os irmãos retornam à casa de Bobby, que na verdade estava ausente, levando-os a temer o pior, o Leviatã Edgar, tendo sido mandado para matar eles e Bobby, os ataca e apesar de conseguirem detê-lo temporariamente por esmagá-lo debaixo de um carro, a perna de Dean está quebrada e Sam não responde às frenéticas tentativas de Dean para acordar. Ele depois que Edgar o derruba com um cano. Enquanto são transportados em uma ambulância, ambos os irmãos recebem um choque: Sam ainda está vendo Lúcifer e começa a agarrar, e Dean descobre que a ambulância está os levando ao Hospital Geral de Sioux Falls. |              |                                                 |                  |                                    |                         |                  |                     |
| 129 | 3            | "The Girl Next Door"                            | Jensen Ackles    | Andrew Dabb & Daniel Loflin        | 7 de outubro de 2011    | 3X7051           | 1.72                |
| Um Bobby perfeitamente vivo tira Sam e Dean do Hospital Geral de Sioux Falls. Três semanas depois, Sam e Dean estão em Whitefish, Montana, em uma antiga cabana que pertencia a Rufus, com Dean recuperando sua perna quebrada. Naquele tempo, Sam ainda sofreu alucinações, mas se manteve calado sobre elas. Enquanto coleta comida, Sam descobre o retorno de um assassino em série desconhecido e vai sozinho encontrá-lo. Na verdade, o assassino é um Kitsune, um monstro que remove a glândula pituitária no cérebro como alimento. Sam finalmente rastreia o monstro que é uma antiga conhecida, Amy Pond, que anos atrás ele tinha uma paixão por caçar a mãe de Amy. Quando Sam confronta Amy com as mortes, ela revela que tem um filho que precisava de carne fresca para sobreviver a uma doença provocada pela colheita de cadáveres. Como Amy tinha ajudado a proteger e defender Sam, mesmo matando sua própria mãe, Sam a deixa ir. Dean consegue obter a verdade sobre o desaparecimento de Sam, e exorta Sam a encontrar Amy e matá-la. Sam se recusa e reconhece que Dean o tratou como uma granada de mão e enfatizando que ele está administrando suas alucinações e expiando suas ações passadas. Dean concorda em não assassiná-la, mas depois localiza e mata Amy na frente de seu filho, porque ele acredita que Amy teria matado mais humanos no futuro. Dean não mata o filho, já que ele não matou ninguém, mas avisa que se o filho matar alguém, ele fará isso. O filho promete que a única pessoa que ele vai matar um dia é Dean. |              |                                                 |                  |                                    |                         |                  |                     |
| 130 | 4            | "Defending Your Life"                           | Robert Singer    | Adam Glass                         | 14 de outubro de 2011   | 3X7054           | 1.69                |
| Ao investigar uma série de assassinatos em Dearborn, Michigan, Dean e Sam descobrem que o deus egípcio Osíris é responsável pelas mortes. Um deus com nada além de vingança em sua mente, Osíris está colocando pessoas aleatórias em julgamento por quaisquer erros que eles fizeram no passado e, em seguida, matá-los prontamente se forem considerados culpados. Ao sentir a culpa de Dean, Osíris o coloca em julgamento com Sam se tornando advogado de Dean. Mas Sam e Dean estão atordoados quando Osíris chama uma testemunha, alguém que eles pensaram nunca ver novamente: Jo Harvelle. Jo, no entanto, tenta garantir a Dean que ele não teve nada a ver com sua morte. A segunda testemunha de Osíris é Sam, e ele também tenta convencer Dean de que ele não tinha nada a ver com como sua vida acabou. Sam então chama Dean para o posto, e Osíris então coloca uma pergunta para ele, "Ele quer que o Osíris chame a testemunha final, ou ele gostaria de ouvir o veredito?" Dean escolhe ouvir o veredito, que atordoa Sam, porque ele não sabe quem é a última testemunha. Osíris, em seguida, transforma Jo em um espírito vingativo e a força a tentar matar Dean, no entanto, pouco antes de ela pode, Sam apunhala Osíris com um chifre de carneiro, salvando assim Dean. O episódio termina com Sam contando a um Dean zombeteiro que embora ele (Sam) tenha feito um monte de coisas ruins, ele pagou suas dívidas (com Inferno), portanto, não sente mais culpa. |              |                                                 |                  |                                    |                         |                  |                     |
| 131 | 5            | "Shut Up, Dr. Phil"                             | Phil Sgriccia    | Brad Buckner & Eugenie Ross-Leming | 21 de outubro de 2011   | 3X7055           | 1.92                |
| Sam e Dean encontram casos de pessoas que encontram mortes horríveis em Prosperity, Indiana. Várias das cenas do crime, no entanto, contêm antigas moedas romenas, agindo como objetos hexadecimais. Os irmãos descobrem que cada vítima estava ligada a Donald Stark, um empresário rico, filantropo e pilar da comunidade. Enquanto Donald assegura que não tinham nada a ver com as mortes das vitimas, Sam procura na casa e descobre que a esposa de Donald, Maggie, é uma poderosa bruxa que está se separando de Donald. No processo, porém, Maggie está matando pessoas ligadas a 'ajudar' Donald criar uma aventura com uma das vítimas. Dirigindo-se para a casa de Maggie, Sam e Dean descobrem que o assistente pessoal de Donald é o próximo, e conseguem salvá-la antes que a maldição de Maggie a mate. Mais tarde, no entanto, revela-se que o próprio Donald é um bruxo, como ele usa seus poderes para destruir pinturas do leilão de Maggie e decapita sua melhor amiga. Quando Sam e Dean percebem isso, eles esperam que os dois se encontrem na casa de Donald e tentam matá-los usando um feitiço com pés de galinha. O feitiço falha, e Sam sugere que eles aconselham os bruxos sobre seu falho casamento para impedi-los de matar Dean e ele mesmo. Embora conseguem aconselhar os bruxos, elas são sumariamente jogados ao redor e espancados, até que Dean possa dizer que Donald nunca tentou ter um relacionamento com sua recepcionista. Os dois bruxos reconciliam seu amor, e Sam e Dean saem com suas vidas. No hotel, no entanto, Sam e Dean são confrontados por um dos Leviatãs, que tinha rastreado eles por dias. Depois de quase matar Sam, o Leviatã é deixado inconsciente por um feitiço de Donald, que tinha chegado para salvar a vida dos irmãos (inicialmente) das maldições da moeda de Maggie. Sam e Dean levam o Leviatã, a fim de descobrir como derrotar os novos monstros. |              |                                                 |                  |                                    |                         |                  |                     |
| 132 | 6            | "Slash Fiction"                                 | John Showalter   | Robbie Thompson                    | 28 de outubro de 2011   | 3X7056           | 1.74                |
| Sam e Dean são enquadrados para uma série de roubos de assassinato por dois Leviatãs que tomam as formas dos irmãos Winchester. Bobby tenta descobrir uma maneira de matar os Leviatãs usando o que eles tinham capturado, enquanto Sam e Dean se refugiam com um especialista em vigilância, Frank Devereaux que lhes dá identidades temporárias para fugir das autoridades. Os irmãos tentam parar a dupla Leviatã e rastreá-los em todo o país, descobrindo que os Leviatãs estão cometendo os crimes em cada cidade que os irmãos visitaram desde que Sam deixou a faculdade. Enquanto isso, Bobby continua no andamento de encontrar uma maneira de parar os Leviatãs, descobrindo que a decapitação funciona. No entanto, com a cabeça em estreita proximidade, eventualmente volta ao tronco. Os irmãos encontram os Leviatãs em Iowa, mas são presos pela aplicação da lei local. Bobby recebe uma visita da xerife Jody Mills, que oferece para limpar a cabine e cozinhar alguns alimentos para Bobby. Durante a limpeza, no entanto, alguma água com sabão derrama encima do Leviatã, causando queimaduras graves. Bobby dá a cabeça cortada do refém Leviatã a Jody, dizendo-lhe para despejá-lo. Logo depois, Dean, dado um telefonema, contata Bobby e consegue aprender a pelo menos parar o Leviatã. O xerife local eventualmente ajuda Sam e Dean quando ele vê o Leviatã comendo um dos oficiais e se transformando em Sam e Dean. Sam, em uma sala de interrogatório, é confrontado pelo Leviatã (Dean), que revela que Dean matou a kitsune, Amy. Dean e o xerife conseguem decapitar o Leviatã (Sam), e depois o Leviatã (Dean) pouco depois, mantendo as cabeças com eles para impedir que voltem. Mais tarde, porém, Sam confronta Dean sobre a morte de Amy, dizendo que ele não pode falar com ele agora Enquanto isso, um dos Leviatãs, disfarçado de agente do FBI, contata seu superior - um homem chamado Dick Roman - sobre o recente fracasso. Crowley, em seguida, aparece a Dick em um esforço de construir uma parceria, mas Dick duramente rejeita a proposta de Crowley, considerando os demônios ainda mais patético do que os humanos, e insinuando que ele não se importaria de eliminá-los da face da Terra. |              |                                                 |                  |                                    |                         |                  |                     |
| 133 | 7            | "The Mentalists"                                | Mike Rohl        | Ben Acker & Ben Blacker            | 4 de novembro de 2011   | 3X7057           | 1.84                |
| Sam e Dean aleatoriamente se encontram quando eles começam trabalhar separadamente no mesmo novo caso, e percebendo que seria mais fácil trabalhar juntos, reconciliam para resolvê-lo. Eles descobrem que um espírito de raiva está matando médiuns residentes em Lily Dale, Nova York, a cidade mais "psíquica" da América, mas com a cidade cheia de pessoas que afirmam estar convocando espíritos, eles têm dificuldade em encontrar o verdadeiro médium que está controlando o fantasma. Sam e Dean acreditam que encontraram o fantasma, Kate Fox, quando a encontram dando visões de mortes de pessoas para eles, no entanto, os assassinatos continuam depois que eles colocram ela para descansar e eles percebem que ela estava realmente tentando avisar as pessoas como sua irmã são os verdadeiros culpados fantasmagóricos. Enquanto Dean segura o fantasma, Margaret, Sam localiza o psíquico, Jimmy Tomorrow, dono de uma casa de penhores. Sam é forçado a matar Jimmy em legítima defesa, mas é capaz de salar e queimar os ossos de Margaret e colocá-la em repouso, salvando Dean e sua futura vítima. Sam e Dean reconciliam suas diferenças sobre Dean matando Amy e partem da cidade, mais uma vez caçando juntos. |              |                                                 |                  |                                    |                         |                  |                     |
| 134 | 8            | "Season Seven, Time for a Wedding!"             | Tim Andrew       | Andrew Dabb & Daniel Loflin        | 11 de novembro de 2011  | 3X7058           | 1.85                |
| Enquanto Sam lida com alguém do seu passado, Dean é forçado a se unir com um caçador descontraído, Garth, e acaba em uma situação bizarra. Tem sido alguns meses de trabalho e Sam e Dean estão em sua viagem anual para Las Vegas, no entanto, Sam deixa Dean ir acampar. Dean recebe um texto de Sam em seu celular que pede que ele venha a uma igreja, e descobre que Sam está se casando com Becky Rosen. Dean está surpreso e preocupado que Sam pode não estar pensando direito, mas ele também encontra uma outra notícia perturbadora; as pessoas na cidade estão morrendo "mortes estranhas". Como se vê, Becky tem dado uma poção de amor a Sam, obtido de um demônio disfarçado de um Wiccan. No entanto, como este demônio está fazendo um acordo com Becky, Sam, Dean e Garth chegam arrebentando a porta. O demônio está preso, mas revela que ele tem um subordinado chamado Jackson que o libera e os dois ganham vantagem até que Becky consegue matar Jackson com a Faca de Ruby, depois do qual o Demônio da Encruzilhada é dominado. Antes que Dean possa matá-lo, Crowley chega, tendo sido alertado para os planos do demônio por Jackson. Ele diz a Dean que ele vai rasgar todos os negócios feitos por seu demônio desonesto, e em troca ele quer levar o demônio malandro de volta ao Inferno "para fazer um exemplo dele". Ele conta a eles sobre Dick Roman e a razão de eles não terem enfrentado recentemente demônios é porque eles estão muito ocupados caçando Leviatãs, a quem ele começou a odiar. Mais tarde, Sam e Becky obtem uma anulação e Sam aponta ela para Garth como um novo interesse amoroso. |              |                                                 |                  |                                    |                         |                  |                     |
| 135 | 9            | "How to Win Friends and Influence Monsters"     | Guy Bee          | Ben Edlund                         | 18 de novembro de 2011  | 3X7059           | 1.55                |
| Sam, Dean e Bobby tentam descobrir qual monstro está matando campistas em Hammonton, Nova Jersey, enquanto permanecem fora da grade para evitar serem rastreados pelos Leviatãs. Durante sua pesquisa, Dean come um novo hambúrguer Turducken no Biggerson's, depois que ele e Sam entrevistam o guarda florestal, que parece bastante inabalável sobre os assassinatos recentes. Os três caçadores decidem caçar a criatura, encontrando os restos de outro guarda que desapareceu recentemente. Os caçadores logo descobrem que o monstro é realmente um vicioso, hiperadrenalizado humano-zumbi. À medida que descobrem este achado, Dean exibe sintomas semelhantes 'apedrejados' como o guarda florestal. Eventualmente, Sam e Bobby percebem que a causa por trás do aborrecimento de Dean é o sanduíche Turducken, que acaba secretando uma substância cinza semelhante ao que estava dentro do "zumbi". Os caçadores inadvertidamente descobrem a base de operações para os Leviatãs. Descobriu-se que os Leviatãs estavam trabalhando em um aditivo alimentar projetado para tornar os seres humanos complacentes e estúpidos, potencialmente para facilitar o plano de dominação do mundo. No entanto, o líder, Dick, aparece e fecha o projeto porque os efeitos colaterais adversos - zumbificando os humanos - fez manchetes, que é algo que Dick quer garantir que não aconteça pra manter os humanos nas sombras sobre a sua presença. Ele também despacha o cientista Leviatã, Dr. Gaines, colocando um babador em volta do pescoço, e força o Dr. Gaines a se comer. Bobby, observando tudo, é então atacado por outro Leviatã e trazido para Dick, que revela que planeja comer Bobby depois, mas primeiro planeja usá-lo para atrair Sam e Dean. Os irmãos irrompem nas instalações e libertam Bobby, pulverizando o Leviatã com Bórax para incapacitar e paralisar. Eles então fazem sua fuga, com Dick tentando atirar na van. Aparentemente seguros, os irmãos descobrem, para seu horror, que Bobby foi baleado por uma das balas de Dick. |              |                                                 |                  |                                    |                         |                  |                     |
| 136 | 10           | "Death's Door"                                  | Robert Singer    | Sera Gamble                        | 2 de dezembro de 2011   | 3X7060           | 1.89                |
| Bobby passa a maioria do episódio em coma, fazendo o seu caminho através de uma rede de suas próprias memórias, enquanto um ceifeiro segue ele em uma tentativa de proteger a alma de Bobby. Ajudado por uma representação de seu velho amigo Rufus, ele descobre que, a fim de se libertar do estado de sonho, ele deve enfrentar e reviver suas próprias piores experiências. É revelado que pouco antes de ele ter sido forçado a matá-la, Bobby quebrou o coração de sua esposa por se recusar a ter filhos, motivado por um medo de se tornar como seu próprio pai abusivo. Bobby está determinado a obter uma combinação enigmática de números para Sam e Dean no mundo real, e eventualmente confronta sua memória da noite em que ele, quando criança, matou seu pai violento. Contando a memória de seu pai que ele acabou com dois filhos maravilhosos e que ele não permitiu que o abuso da infância arruinasse sua vida, ele consegue sair do seu coma o tempo suficiente para escrever os números na mão de Sam, sobre a qual seu coração para. Dentro da cabeça de Bobby, ele revive uma última lembrança de uma noite com Sam e Dean enquanto o mundo dos sonhos ao seu redor desaparece, e o ceifador diz para ele fazer uma escolha: deixar sua vida, ou ficar, e se tornar um fantasma. O relógio do ceifador tiquetaqueia ameaçadoramente enquanto a tela corta ao preto |              |                                                 |                  |                                    |                         |                  |                     |
| 137 | 11           | "Adventures in Babysitting"                     | Jeannot Szwarc   | Adam Glass                         | 6 de janeiro de 2012    | 3X7061           | 1.82                |
| O episódio se passa algumas semanas após a morte de Bobby, Dean agora se tornou obcecado com a caça de Dick Roman, e não deixa pedra sobre pedra ao fazê-lo, mesmo pedindo ajuda a Frank Deveraux. Outro problema, na forma de Krissy, os força a desviar sua atenção. Krissy é uma criança cujo pai está envolvido na caça. Ela chama o telefone de Bobby depois que seu pai não aparece. Dean, totalmente empenhado em capturar Dick, não consegue ver a importância em ajudá-la, enquanto Sam percebe que Krissy precisa de ajuda imediata e decide ajudar Krissy encontrar seu pai. Entretanto, este mistério contém algumas implicações perigosas para Sam, visto que Dean e Frank vieram se ligar sobre suas respectivas tragédias. Sam acaba sendo capturado pelos monstros e Dean, depois de perceber que ele está em apuros, corre para seu resgate. As coisas degeneram em uma situação de refém, mas Krissy mata um dos monstros, permitindo que os Winchester ganhem a vantagem e matam o outro. Seguindo o conselho dos irmãos, o pai de Krissy decide deixar a vida de caçador para que ela possa ter uma vida normal. |              |                                                 |                  |                                    |                         |                  |                     |
| 138 | 12           | "Time After Time"                               | Phil Sgriccia    | Robbie Thompson                    | 13 de janeiro de 2012   | 3X7062           | 1.55                |
| Sam agora está forçando Dean a recuar, se não parar sua obsessão em Dick Roman, e ficar mais focado em fazer seus trabalhos habituais. Eles encontram um caso incomum envolvendo assassinatos semelhantes que acontecem a cada poucos anos em vários lugares, eventualmente ligando-os a Chronos, o Titã Grego do Tempo. No entanto, enquanto eles o perseguem no beco, Dean acidentalmente "engata um passeio" em Cronos, que o arrasta de volta para 1944. Enquanto Dean se junta com Eliot Ness, que é um caçador também, Sam se junta com a xerife Jody Mills, em encontrar uma maneira de trazer Dean de volta ao presente e matar Cronos. Dean consegue enviar uma mensagem para Sam. Depois de rastrear a garota que Cronos se apaixonou por quem agora é uma mulher velha, Sam e Mills descobrem que Cronos agarrou Dean e desapareceu às 11:34, então eles planejam chamá-lo a partir desse momento. Dean e Eliot conseguem uma estaca que pode matar Cronos e revelam a verdade à mulher que ele ama. Sam convoca Cronos enquanto tenta matar Dean e Eliot joga-lhe a estaca enquanto ele vai. No presente, Sam mata Cronos com a estaca, mas ele avisa que seu futuro está cheio de sujeira preta [refere-se aos Leviatãs] e que eles [os Leviatãs] estão em toda parte. Ele lhes diz para desfrutar do esquecimento. |              |                                                 |                  |                                    |                         |                  |                     |
| 139 | 13           | "The Slice Girls"                               | Jerry Wanek      | Brad Buckner & Eugenie Ross-Leming | 3 de fevereiro de 2012  | 3X7063           | 1.72                |
| Sam e Dean investigam um caso em Seattle, Washington, onde as mãos e os pés das vítimas foram cortados e cada um foi marcado com um símbolo estranho. Enquanto Sam faz algumas pesquisas em uma universidade local, Dean dirige para um de seus lugares favoritos para investigar - o bar da cidade. Dean começa uma conversa com uma mulher chamada Lydia, e os dois voltar para seu lugar. Sam descobre que o símbolo nos corpos é um sinal de guerreiros amazônicos, que de acordo com o mito foram transformados em monstros por sua deusa. Eventualmente, a noite de promessa de Dean com a mulher que ele encontrou no bar, leva a uma filha que nasceu para ela, que está destinada a matar seu pai. Quando ela confronta Dean, ele hesita em matá-la, no entanto, Sam faz isso por ele, lembrando-o do que ele disse depois que ele matou Amy. |              |                                                 |                  |                                    |                         |                  |                     |
| 140 | 14           | "Plucky Pennywhistle's Magical Menagerie"       | Mike Rohl        | Andrew Dabb & Daniel Loflin        | 10 de fevereiro de 2012 | 3X7064           | 1.88                |
| Sam e Dean investigam acontecimentos estranhos em Wichita, Kansas, onde os medos da infância estão vindo à vida. Eles acabam descobrindo que as mortes acontecem com aqueles pais que ignoram seus filhos. Interrogando os funcionários da loja Plucky Pennywhistle, Dean descobre um porão escondido com uma configuração ritual enquanto Sam é perseguido por palhaços monstruosos. Um dos empregados da loja, Howard, confronta Dean e revela que depois de seu irmão se afogar quando criança, ele ficou obcecado em ajudar crianças e castigar pais maus enquanto ele culpa seus próprios pais pela morte de seu irmão. Ele está usando os medos das crianças contra os pais que ele vê como terríveis e enviou os palhaços para matar Sam porque ele estava chegando muito perto da verdade. No final, Dean é capaz de transformar os próprios medos de Howard contra ele com o ritual, convocando o fantasma de seu irmão morto que o afoga, fazendo com que os palhaços desapareçam. |              |                                                 |                  |                                    |                         |                  |                     |
| 141 | 15           | "Repo Man"                                      | Thomas J. Wright | Ben Edlund                         | 17 de fevereiro de 2012 | 3X7065           | 1.74                |
| Há quatro anos, Sam e Dean ajudaram uma mulher chamada Nora a exorcizar um demônio em Coeur d'Alene, Idaho, que estava matando mulheres de forma sistemática em uma pequena cidade. Eles conseguiram salvar o trabalhador postal, Jeffrey, ao vencer o demônio. No entanto, o retorno do mesmo M.O. dos assassinatos leva os irmãos a retornar à cidade para determinar se o demônio retornou. Ao investigar os assassinatos, os irmãos visitam Jeffrey, que está agora em uma casa de recuperação sob tutela. Jeffrey se lembra de uma lista de mulheres que o demônio decidiu matar, e Dean sai para encontrar o esconderijo do demônio, enquanto Sam tenta manter um olho na próxima vítima. No entanto, Sam começa a ver Lúcifer novamente que continua a zombar Sam, queixando-se de tédio e causando ilusões terríveis para Sam para falar com ele. Dean e Jeffrey acabam encontrando o antigo esconderijo do demônio, assim como o filho de Nora, que está sendo mantido em cativeiro. É revelado que Jeffrey, tendo abrigado uma natureza serial killer, deseja desesperadamente se reunir com o demônio que o possuía para continuar a matar e se tornar ainda mais poderoso, e exigiu o sangue de Dean para o feitiço convocar poder. Sam, finalmente aceitando a ajuda de Lúcifer, descobre isso ameaçando Nora, que foi forçada a ajudar Jeffrey quando soube que seu filho foi sequestrado. Jeffrey é bem sucedido em convocar o demônio, embora escolha possuir o filho de Nora, indicando que conseguiu transformar Jeffrey em um assassino, e Jeffrey não o necessitou nunca mais. Sam intervém e consegue enganar o demônio para entrar na armadilha do Diabo, enquanto Dean mata Jeffrey, que estava pretendendo esfaquear o demônio. Nora exorciza o demônio de seu filho e os irmãos retornam ao motel para descansar. No entanto, Lúcifer aparece novamente, e começa a forçar Sam a alucinar o Inferno, afirmando que, o deixando ajudar Sam, Lúcifer agora tem um aperto muito mais firme na mente de Sam. |              |                                                 |                  |                                    |                         |                  |                     |
| 142 | 16           | "Out with the Old"                              | John Showalter   | Robert Singer & Jenny Klein        | 16 de março de 2012     | 3X7066           | 1.73                |
| Depois que uma bailarina é encontrada morta após dançar até a morte em Portland, Oregon, Sam e Dean verificam para o caso e descobrem que os sapatos de balé que ela usava foram amaldiçoados. Ao recolhê-lhos, Dean toca os sapatos, e começa a ser atraído para eles, muito para o seu constrangimento (como os sapatos atraiu os interessados ou que praticam balé). Antes que os sapatos tomem conta deles, Sam e Dean encontram o negociante de antiguidades que vendeu os sapatos e várias caixas vazias de maldição, já que ele havia vendido outros três objetos amaldiçoados. Os irmãos correm para recuperar os objetos amaldiçoados, embora não consigam salvar uma mulher, que bebe água fumegante de uma chaleira amaldiçoada e se mata. Depois de trancar os objetos amaldiçoados, o negociante revela que sua mãe coletou os objetos (presumivelmente sendo um caçador) e foi recentemente morta em um acidente de carro depois de vender sua loja a um corretor de imóveis chamado Joyce, que recentemente comprou várias propriedades da cidade. Com a ajuda do paranóico Frank, Dean descobre que é uma frente Leviatã. Enquanto isso, Sam, cansado da privação do sono forçado devido a Lúcifer assombrá-lo, inadvertidamente atrai a atenção do assistente de Joyce, George, enquanto recebia um café. George então segue Sam para o negociante de antiguidades. Os Leviatas então montaram uma armadilha, forçando o negociante a dizer que ele tocou um objeto amaldiçoado para atrair os irmãos para a loja. Uma vez lá, os monstros atacam os irmãos. No entanto, George, cansado do comportamento desprezível de Joyce e impaciência imprudente, sutilmente ajuda Sam e Dean a decapitar Joyce, alegremente planejando comê-la. Devido ao seu choque, George descreve brevemente aos irmãos que a única maneira real de matar um Leviatã era comê-los (ou forçá-los a comer-se). Sam e Dean descobrem então que as propriedades foram compradas para abrir caminho para um centro de pesquisa dedicado a cura do câncer, desconcertando-os por que os Leviatãs estariam ajudando os humanos. Dirigindo-se para o trailer de Frank com os objetos amaldiçoados, os irmãos acham o trailer destruído no interior, com sangue espalhado por toda parte. |              |                                                 |                  |                                    |                         |                  |                     |
| 143 | 17           | "The Born-Again Identity"                       | Robert Singer    | Sera Gamble                        | 23 de março de 2012     | 3X7067           | 1.63                |
| Lúcifer levou Sam até o ponto de colapso mental, por causa do qual ele está agora comprometido com uma instituição mental. Dean promete a Sam que vai encontrar uma cura para esta doença e chama cada caçador no diário. No entanto, nenhum caçador é capaz de ajudá-lo. Quando ele se levanta e se move para pegar uma cerveja, o diário é jogado no chão e um cartão cai dele, com um número do caçador que pode ajudá-lo. O caçador conduz eventualmente Dean a um curandeiro da fé nomeado Emanuel, que reparou seus ferimentos. Quando Dean vai se encontrar com Emanuel, ele acha que os demônios também estão interessados neste curandeiro, e estão procurando por ele. Eventualmente, quando Dean encontra Emanuel ele descobre que ele é Castiel. Castiel não tem memória de sua vida passada como um anjo e agora trabalha como um curandeiro da fé. Dean o convence a vir com ele para curar Sam de sua quebra mental. No entanto, ao longo do caminho, Meg aparece e pede para ir também. Quando chegam ao hospital, encontram-se cobertos por demônios. Castiel mata os demônios, e ao longo do caminho, ganha de volta suas memórias. No entanto, a culpa de suas ações faz ele sair. Dean para ele o e convence de tentar salvar Sam. Enquanto no hospital, Sam se encontra com uma mulher, que é assombrada pelo fantasma de seu irmão morto. Seu irmão está preso na Terra e não pode se mudar para sua vida após a morte. Sam pergunta a esta mulher se ela tem algum dos objetos de seu irmão. Ela conta a ele sobre sua pulseira, que tem seu sangue nele. Sam pede à mulher para criar um círculo de sal. Enquanto eles estão nele e prestes a queimar a pulseira, seu irmão aparece e está prestes a prejudicá-los. Sam então queima a pulseira, dando a menina a liberdade do fantasma do seu irmão. No entanto, suas ações fazem com que ele seja levado para a terapia de choque de eletrochoque e o ordenado acaba por ser um demônio que tortura ele. Castiel o encontra a tempo de salvá-lo, mas não consegue curá-lo. Ele faz a melhor coisa seguinte: transfere a loucura e a experiência de Sam para o Inferno, para si mesmo. Assim, enquanto Sam é liberado, Castiel permanece no hospital atormentado com as visões de Lúcifer. Meg ocupa um emprego no hospital, para apoiar Castiel, e cuidar dele. |              |                                                 |                  |                                    |                         |                  |                     |
| 144 | 18           | "Party on, Garth"                               | Phil Sgriccia    | Adam Glass                         | 30 de março de 2012     | 3X7068           | 1.78                |
| O episódio começa com uma morte/assassinato de um adolescente, causada por um monstro desconhecido em Junction City, Kansas. Então um caçador (Garth) é mostrado saindo de seu carro. Garth a princípio acredita que é o fantasma de uma lenda local e queima seus ossos, no entanto, para sua surpresa, ainda há outro corpo morto relatado, daí ele decide chamar Dean para ajudar. Dean fica surpreso quando recebe um telefonema de Garth pedindo a ajuda dos irmãos em um caso. Sam, Dean e Garth investigam o caso, e descobrem através de um tradutor que o monstro é alvo dos filhos dos proprietários de uma cervejaria local. Eles descobrem que os proprietários tinham removido um dos seus parceiros, que não estava a favor da venda da cervejaria. Este parceiro, Dale, literalmente, era o cérebro por trás da empresa, e amava a empresa como seu próprio filho e ao ser removido de sua posição, tinha tirado a própria vida. Eles descobriram que, antes de morrer, Dale tinha aproveitado um Shōjō (猩猩, um Espírito do Mar Japonês), o colocando em uma caixa de feitiços e enviando ele como um pedido de desculpas a seus velhos parceiros, certificando-se de que uma vez que a caixa estava aberta, ele (o Shōjō), mataria seus filhos. Eventualmente, Dean mata o Shōjō, com uma abençoada (por um procedimento realizado na parte de trás de um restaurante), lâmina de samurai. Outra história importante é a do fantasma de Bobby. Bobby vem fazendo sua presença nos últimos episódios, primeiro deixando cair o cartão que levou Dean ao caçador que conhecia Castiel/Emanuel, e a partir de então ajudando Dean sempre que ele fica preso. Por exemplo, quando o Shōjō bate a lâmina fora da mão de Dean, imediatamente desliza para trás em sua mão. Sam lhe diz que é apenas sua mente brincando com ele, como Sam tinha feito um Tabuleiro ouija, e não teve resposta. No entanto, Garth, Dean e Sam ambos acham que sempre que um contador EMF é colocado ao lado de Dean, ele se acende. Eventualmente, quando eles estão prestes a deixar o motel que eles estavam hospedados, Dean volta para pegar o frasco de Bobby que ele deixou para trás. Em seguida, é mostrado que Bobby está presente através do frasco, mas a incapacidade de Dean para vê-lo o entristece muito. |              |                                                 |                  |                                    |                         |                  |                     |
| 145 | 19           | "Of Grave Importance"                           | Tim Andrew       | Brad Buckner & Eugenie Ross-Leming | 20 de abril de 2012     | 3X7069           | 1.57                |
| Sam e Dean recebem um telefonema de Annie Hawkins, um velho amigo caçador, pedindo ajuda em um caso em Bodega Bay, na Califórnia. Quando chegam na cidade, descobrem que Annie desapareceu. Eles traçam seu último paradeiro para uma velha casa abandonada que é assombrada por um fantasma poderoso. Desconhecido para eles, o fantasma de Bobby está seguindo-os ao redor, tendo se amarrado a seu frasco velho que carregam. Ele encontra a casa povoada por fantasmas principalmente sem mente e o espírito de Whitman Van Ness. Bobby descobre o fantasma de Annie e os dois tentam resolver os assassinatos. Eles descobrem que Van Ness assassinou todas essas pessoas e as aprisionou na casa, mas Bobby se afasta quando os meninos partem antes que ele possa descobrir qualquer outra coisa. Tendo finalmente aprendido a usar corretamente suas habilidades fantasmagóricas por um fantasma arrogante chamado Haskel Crane, Bobby é capaz de deixar para Sam e Dean uma mensagem de que Annie está presa e que ele ainda está com eles. Eles retornam à casa onde o fantasma de uma prostituta chamada Victoria lhes permite saber sobre Van Ness antes que ele a destrua. Sam e Dean saem para encontrar e destruir os ossos de Van Ness com o fantasma que os segue depois que ele se prende a um objeto que ele coloca no bolso de Sam. Bobby e Annie conseguem descobrir os corpos de todas as vítimas e planejam queimá-los para colocar os fantasmas para descansar. No entanto, depois que Van Ness os ataca, Dean destrói o objeto e Van Ness retorna à sua casa onde ele tenta destruir e absorver Bobby. Na hora certa, Dean queima os ossos de Van Ness, destruindo-o. Eles retornam à casa onde Bobby está agora visível para os Winchester. Bobby os conduz aos restos das vítimas de Van Ness, incluindo Annie, e os queimam, colocando-os todos para descansar. Dean, no entanto, ficou furioso por Bobby não ter escolhido ir para o Céu. Bobby, furioso, desaparece, mas escuta invisivelmente no banco dos garotos enquanto discutem a situação, sem saber como lidar com ela e como ela vai se tornar. |              |                                                 |                  |                                    |                         |                  |                     |
| 146 | 20           | "The Girl with the Dungeons and Dragons Tattoo" | John MacCarthy   | Robbie Thompson                    | 27 de abril de 2012     | 3X7070           | 1.61                |
| Dick Roman adquire o disco rígido de Frank que contém informações sensíveis sobre os Winchester e entraga a uma brilhante e confiante hacker chamada Charlie dizendo a ela que ela tem 3 dias para quebrar a criptografia ou ela é demitida. Ao mesmo tempo, Bobby aparece para Sam e Dean e explica a grande trama dos Leviatãs que ele descobriu antes de Roman matá-lo: tudo que eles estão trabalhando é transformar a humanidade na fonte de alimento perfeita para enquanto os Leviatãs existem. Como Charlie hackeia a unidade, ele automaticamente envia um e-mail para os irmãos deixando-os saber o que aconteceu e sua localização de um rastreador GPS nele. Charlie hackeia a unidade com êxito, mas descobre a verdade sobre os Leviatãs e Roman após ler os arquivos de Frank sobre eles e, em seguida, testemunha seu chefe, Pete, sendo comido e substituído por um Leviatã. Ela sai de seu trabalho e encontra Sam e Dean que a localizam e eles se juntam para ter Charlie infiltrada na Richard Roman Enterprises, apagando a unidade de Frank e cortando os arquivos de Dick para que eles possam descobrir seus planos. Ela consegue, descobrindo que o que Dick havia procurou recentemente em sítios arqueológicos foi encontrado e Sam e Dean o recuperaram e substituíram por uma bomba Bórax. Dick percebe sua traição e a ataca, mas Bobby (que marcou com ela através de seu frasco) e os meninos resgata ela, mas Bobby ataca Dick e exibe sinais de se tornar um espírito vingativo, preocupando Sam e Dean. Charlie se esconde enquanto Roman se preocupa com o Winchester descobrindo a tábua que roubaram dele. |              |                                                 |                  |                                    |                         |                  |                     |
| 147 | 21           | "Reading is Fundamental"                        | Ben Edlund       | Ben Edlund                         | 4 de maio de 2012       | 3X7071           | 1.66                |
| Sam e Dean abrem a tábua de barro que roubaram de Dick Roman causando uma tempestade que atinge um relâmpago no adolescente Kevin Tran e faz com que Castiel desperte. Meg os chama e eles chegam para encontrar Castiel acordado e com sua memória intacta, mas insana. Castiel explica que a tábua que encontraram dentro do barro é a Palavra de Deus, informações de Deus escritas em uma tabuleta por Metatron, o escriba celestial, mas ele não tem a capacidade de ler ela. Ao mesmo tempo, Kevin é levado de carro para o hospital onde ele rouba a tábua antes de Sam o pegar enquanto Dean tenta e não consegue respostas de Castiel. Kevin exibe a capacidade de ler a tábua que contém informações sobre os Leviatãs, mas tem um tempo difícil com ela e dois anjos chegam para levá-lo embora, explicando que ele é um Profeta escolhido para interpretar a Palavra e que ele precisa ser levado para aprender a fazer isso. Quando tentam matar Sam e Meg, Castiel intervém, mas quando eles ainda se recusam a parar, Dean usa um sigilo de banimento de anjos. O grupo faz o seu caminho para a cabana de Rufus, onde Kevin começa a trabalhar em traduzir a tábua, enquanto isso Meg mata dois demônios que os seguiram. Isso atrai a atenção dos anjos, mas quando Hester tenta matar Castiel, Meg a mata com lâmina de anjo. O outro anjo permite que Kevin termine a tradução antes de levá-lo embora, mas ao voltar para casa, os dois anjos com ele são mortos por um Leviatã que estava esperando por ele. Sam e Dean descobrem que a tábua o contém instruções sobre como matar um Leviatã: "um osso de um mortal justo lavado nos três sangues dos caídos". O primeiro é um anjo caído e Castiel dá-lhes um frasco de seu sangue antes de desaparecer. |              |                                                 |                  |                                    |                         |                  |                     |
| 148 | 22           | "There Will Be Blood"                           | Guy Bee          | Andrew Dabb & Daniel Loflin        | 11 de maio de 2012      | 3X7072           | 1.58                |
| Dick força Kevin Tran, o profeta escolhido para ler a Palavra de Deus para traduzir a Palavra para ele, ameaçando sua mãe. Bobby revela aos Winchester que o sangue dos restantes caídos, o Governante da Humanidade Caída e um Pai de Bestas Caídas, se refere a Crowley e um Alfa. Eles convocam Crowley, mas ele se recusa a dar o seu sangue até que eles obtêm os outros itens necessários, dirigindo-os para o Vampiro Alfa que escapou antes que Castiel pudesse matá-lo. Ao longo do caminho, eles descobrem que a substância doméstica foi adicionada ao xarope de milho e está agora em toda parte. Chegando ao local que Crowley lhes deu, eles acham um grupo de vampiros mortos por se alimentar de humanos infectados e uma jovem chamada Emily que afirma que o Alfa a raptou. Com a ajuda de Emily, eles localizam o Alfa, mas deixam ela e o frasco para trás em um hotel, enquanto Bobby está mostrando maiores sinais de se tornar um espírito vingativo. Depois que Emily revela ser leal ao Alfa e ver Dick na TV, Bobby possui o corpo de uma empregada e se dirige com o frasco para se vingar de Dick. Sam e Dean são capturados pelo Alfa que se recusa a cooperar devido a um acordo com Dick, mas quando Edgar chega, ele os tem trancados para ouvir o que Edgar tem a dizer. Edgar revela que os Leviatãs traíram os vampiros e estão usando o fato de que eles e outros monstros se alimentam dos humanos infectados para acabar com todos os monstros. Ele tenta matar o Alfa, mas Sam chega e decapita Edgar. Graças a Sam e Dean e reconhecendo que eles têm um inimigo comum, o Alfa lhes dá seu sangue e eles saem e descobrem que Bobby se foi, junto com seu frasco, sem ideia de como localizá-lo. Enquanto isso, Dick convoca Crowley para a armadilha do diabo, dizendo que eles têm muito o que conversar. |              |                                                 |                  |                                    |                         |                  |                     |
| 149 | 23           | "Survival of the Fittest"                       | Robert Singer    | Sera Gamble                        | 18 de maio de 2012      | 3X7073           | 1.56                |
| Dick fala a Crowley sobre um acordo: em troca de dar aos Winchester o sangue errado, Dick dará a ele e a seus demônios o Canadá para fazer o que quiserem, contanto que deixem os Estados Unidos só para os leviatãs. Depois de passar por um contrato extenso, o acordo é atingido. Ao mesmo tempo, Sam e Dean irrompem na cripta de um grupo de freiras e roubam um osso de um que eles consideram justo o suficiente para a arma. Hackiando as câmeras de segurança da SucroCorp usando o que Charlie lhes ensinou, Sam e Dean espionam Dick, mas descobrem que através do braço do verdadeiro Dick Roman (humano), ele teve muitos outros Leviatãs assumindo sua forma para se proteger e eles não podem dizer qual é qual. Bobby, ainda possuindo a empregada chega para ter sua vingança em Dick e quando Sam tenta pará-lo, quase o estrangula até a morte antes que ele recupere o controle de si mesmo e saia do corpo da empregada. Ao mesmo tempo, Kevin se liberta e descobre que Dick planeja usar veneno para matar todas as pessoas magras, mas é recapturado depois. Sam e Dean convocam Crowley sem sucesso enquanto Meg chega com Castiel que revela que ele descobriu que toda a sua guarda foi destruída e se alguns anjos sobreviveram, eles estão escondidos. Crowley chega e está furioso por ver Castiel, mas depois de perceber que ele está demente, dá-lhes o seu sangue e explica o acordo que Dick fez com ele, assegurando-lhes que este é realmente o seu sangue. Ele também revela que Castiel, que se recusa a lutar mais, pode ajudá-los a derrotar Dick. Castiel se recusa a ajudar e se teletransporta e volta com um jogo de Twister, Meg explica que, devido a ele ter tido os leviatãs dentro dele, Castiel é capaz de identificar o verdadeiro Dick Roman. Bobby retorna, mas agora está tendo problemas para controlar a si mesmo e pede a Sam e Dean para queimar seu frasco. Eles fazem isso, prometendo a Bobby que eles vão acabar com Dick, mas não por vingança. Mais tarde, Castiel concorda em ajudar e Dean tem Meg batendo o Impala na Sucrocorp para atrair a atenção dos guardas enquanto ele, Sam e Castiel entram dentro da empresa. Meg decapita os guardas, mas é capturada por demônios que trabalham para Crowley. Sam resgata Kevin que lhe explica o plano de Dick para matar as pessoas magras e os dois cabeça fora para explodir o laboratório. Dean e Castiel enfrentam Dick no laboratório, mas quando Dean o apunhala pelo coração com a arma, ele não consegue matá-lo. No entanto, Dean revela que este é um truque e enquanto Castiel segura a cabeça de Dick por trás, Dean o esfaqueia no pescoço com a arma, finalmente o destruindo. No entanto, Dean e Castiel desaparecem quando Dick causa uma explosão de gosma preta antes de morrer, e Crowley trai Sam, levando Kevin. Crowley também tem um exército de demônios no prédio lidando com os leviatãs restantes localizados lá agora que Dick está morto. Dean e Castiel se encontram no Purgatório cercado por monstros e Castiel desaparece, deixando Dean sozinho na floresta sombria. |              |                                                 |                  |                                    |                         |                  |                     |

## Produção
A série foi renovada para uma sétima temporada em 26 de abril de 2011 e permaneceu sua transmissão às sexta-feiras, nos Estados Unidos. Após o final da sexta temporada em 20 de maio de 2011, a showrunner Sera Gamble anunciou que Misha Collins voltaria na sétima temporada, mas não como um regular. The CW anunciou em 20 de agosto de 2011 que a temporada seria aumentada para 23 episódios, um episódio a mais desde a ordem de 22 episódios que a série tem recebido anteriormente. Em 11 de janeiro de 2012, foi anunciado pelo produtor executivo da série, Robert Singer, que haveria outro cliffhanger previsto para o final da sétima temporada.

## Recepção

### Resposta da crítica
A recepção crítica à temporada é geralmente positiva. O site agregador de críticas Rotten Tomatoes reporta um índice de aprovação de 100% com uma média de 8.83/10 baseada em 5 avaliações. No entanto, uma crítica dos revisores foi a falta de uma ligação emocional entre os Leviatãs como um todo e os irmãos Winchester. A falta de ameaça dos monstros também foi notada como uma desvantagem para a temporada, embora a interpretação de James Patrick Stuart como o líder dos Leviatãs, Dick Roman, usando maneirismos corporativos e charme misturado com sua própria auto-confiança, foi apontada como um ponto alto do arco de história.
A reviravolta do personagem de Mark Sheppard, Crowley, nos momentos finais da temporada, foi muito surpreendente para os críticos. Muitos argumentaram que a separação bem-sucedida de Crowley dos irmãos Winchester tirando vantagem da prisão de Dean no Purgatório e do sequestro de Kevin e Meg foi um grande suspense para a próxima temporada, e que abriu muitas possibilidades e perguntas. Outro ponto bem recebido foi a interpretação de Misha Collins do ressuscitado e traumatizado Castiel, que trouxe um novo elemento para a química entre os irmãos.
Em retrospecto, a temporada é amplamente considerada como a pior temporada do programa. Alguns avaliadores foram críticos em relação aos vilões e à história.
Em 12 de janeiro de 2012, a série ganhou dois People's Choice Awards, incluindo melhor série dramática em um canal aberto.

### Audiência
| №  | Título                                          | Exibição original       | Rating/share (18–49) | Audiência (em milhões) | DVR (18–49) | Total (18–49) | Ref(s) |
| -- | ----------------------------------------------- | ----------------------- | -------------------- | ---------------------- | ----------- | ------------- | ------ |
| 1  | "Meet the New Boss"                             | 23 de setembro de 2011  | 0.8/3                | 2.01                   | 0.5         | 1.3           | [ 43 ] |
| 2  | "Hello, Cruel World"                            | 30 de setembro de 2011  | 0.7/2                | 1.80                   | 0.4         | 1.1           | [ 44 ] |
| 3  | "The Girl Next Door"                            | 7 de outubro de 2011    | 0.7/2                | 1.72                   | 0.4         | 1.1           | [ 45 ] |
| 4  | "Defending Your Life"                           | 14 de outubro de 2011   | 0.8/2                | 1.69                   | 0.3         | 1.1           | [ 46 ] |
| 5  | "Shut Up, Dr. Phil"                             | 21 de outubro de 2011   | 0.8/3                | 1.92                   | 0.4         | 1.2           | [ 47 ] |
| 6  | "Slash Fiction"                                 | 28 de outubro de 2011   | 0.7/2                | 1.74                   | 0.5         | 1.2           | [ 48 ] |
| 7  | "The Mentalists"                                | 4 de novembro de 2011   | 0.8/2                | 1.84                   | 0.3         | 1.1           | [ 49 ] |
| 8  | "Season Seven, Time for a Wedding!"             | 11 de novembro de 2011  | 0.8/2                | 1.85                   | 0.4         | 1.2           | [ 50 ] |
| 9  | "How to Win Friends and Influence Monsters"     | 18 de novembro de 2011  | 0.7/2                | 1.55                   | 0.4         | 1.1           | [ 51 ] |
| 10 | "Death's Door"                                  | 2 de dezembro de 2011   | 0.7/2                | 1.89                   | 0.4         | 1.1           | [ 52 ] |
| 11 | "Adventures in Babysitting"                     | 6 de janeiro de 2012    | 0.8/2                | 1.82                   | 0.4         | 1.2           | [ 53 ] |
| 12 | "Time After Time"                               | 13 de janeiro de 2012   | 0.7/2                | 1.55                   | 0.4         | 1.1           | [ 54 ] |
| 13 | "The Slice Girls"                               | 3 de fevereiro de 2012  | 0.8/2                | 1.72                   | 0.4         | 1.2           | [ 55 ] |
| 14 | "Plucky Pennywhistle's Magical Menagerie"       | 10 de fevereiro de 2012 | 0.8/2                | 1.88                   | 0.4         | 1.2           | [ 56 ] |
| 15 | "Repo Man"                                      | 17 de fevereiro de 2012 | 0.8/2                | 1.74                   | 0.4         | 1.2           | [ 57 ] |
| 16 | "Out with the Old"                              | 16 de março de 2012     | 0.7/2                | 1.73                   | 0.4         | 1.1           | [ 58 ] |
| 17 | "The Born-Again Identity"                       | 23 de março de 2012     | 0.6/2                | 1.63                   | 0.4         | 1.0           | [ 59 ] |
| 18 | "Party on, Garth"                               | 30 de março de 2012     | 0.7/2                | 1.78                   | 0.4         | 1.1           | [ 60 ] |
| 19 | "Of Grave Importance"                           | 20 de abril de 2012     | 0.7/2                | 1.57                   | 0.4         | 1.1           | [ 61 ] |
| 20 | "The Girl with the Dungeons and Dragons Tattoo" | 27 de abril de 2012     | 0.7/2                | 1.61                   | 0.4         | 1.1           | [ 62 ] |
| 21 | "Reading is Fundamental"                        | 4 de maio de 2012       | 0.7/2                | 1.66                   | 0.3         | 1.0           | [ 63 ] |
| 22 | "There Will Be Blood"                           | 11 de maio de 2012      | 0.7/2                | 1.58                   | 0.3         | 1.0           | [ 64 ] |
| 23 | "Survival of the Fittest"                       | 18 de maio de 2012      | 0.7/2                | 1.56                   | 0.4         | 1.1           | [ 65 ] |

## Lançamento em DVD
| Supernatural: The Complete Seventh Season | | | | | |
| Detalhes do DVD | Detalhes do DVD | Detalhes do DVD | Características Especiais | Características Especiais | Características Especiais |
| - 23 episódios - 4 discos (Blu-ray); 6 discos (DVD) - Áudio em Inglês (Dolby Digital 5.1 Surround) - Hard of Hearing Legendas: Inglês - Legendas: Inglês, Francês e Espanhol | - 23 episódios - 4 discos (Blu-ray); 6 discos (DVD) - Áudio em Inglês (Dolby Digital 5.1 Surround) - Hard of Hearing Legendas: Inglês - Legendas: Inglês, Francês e Espanhol | - 23 episódios - 4 discos (Blu-ray); 6 discos (DVD) - Áudio em Inglês (Dolby Digital 5.1 Surround) - Hard of Hearing Legendas: Inglês - Legendas: Inglês, Francês e Espanhol | - Directing the Supernatural: 7 Diretores discutem as oportunidades e desafios de dirigir Supernatural - Washboards & Tommy Guns: Scoring time after time. Os compositores discutem seu trabalho no episódio de homenagem ao film noir "Time After Time" - Jensen canta outtake - a versão não-chinesa mais completa de Jensen cantando I'm All Out of Love de Air Supply - Comentários em áudio - Cenas deletadas - Erros de gravação | - Directing the Supernatural: 7 Diretores discutem as oportunidades e desafios de dirigir Supernatural - Washboards & Tommy Guns: Scoring time after time. Os compositores discutem seu trabalho no episódio de homenagem ao film noir "Time After Time" - Jensen canta outtake - a versão não-chinesa mais completa de Jensen cantando I'm All Out of Love de Air Supply - Comentários em áudio - Cenas deletadas - Erros de gravação | - Directing the Supernatural: 7 Diretores discutem as oportunidades e desafios de dirigir Supernatural - Washboards & Tommy Guns: Scoring time after time. Os compositores discutem seu trabalho no episódio de homenagem ao film noir "Time After Time" - Jensen canta outtake - a versão não-chinesa mais completa de Jensen cantando I'm All Out of Love de Air Supply - Comentários em áudio - Cenas deletadas - Erros de gravação |
| Datas de lançamento | | | | | |
| Região 1 | Região 1 | Região 2 | Região 2 | Região 4 | Região 4 |
| 18 de setembro de 2012 | 18 de setembro de 2012 | 5 de novembro de 2012 | 5 de novembro de 2012 | 31 de outubro de 2012 | 31 de outubro de 2012 |